# Château de Lézignac
Le château de Lézignac est un château situé sur la commune de Graulhet, dans le département du Tarn (France).
Le château était partiellement inscrit au titre des monuments historiques par arrêté du 1er mars 1977 (façades, toitures, grand escalier, cheminées du rez-de-chaussée et du premier étage).
Propriété historique de l'ancienne abbaye de Candeil, il a finalement été abandonné au XXe siècle et a brûlé en août 2017.

## Origine
Le domaine du château de Lézignac est cité pour la première fois en 1159, lorsqu'il est donné à l'abbaye de Candeil par le vicomte de Lautrec, Sicard V de Lautrec. Un souterrain du XIIe siècle témoigne qu'à cette même époque, un premier édifice existe déjà. Les caves, ainsi que certains vestiges de tours et d'un donjon semblent dater aussi de cette période.
Bien vite, on retrouve une grange cistercienne dépendant de l'abbaye, qui, peu à peu, devient la résidence principale des abbés de Candeil. Cette grange est adjointe d'un large domaine, comprenant aussi un moulin.

### Le château
Aux XVe et XVIe siècles, le château actuel est construit par les abbés. A la fin de ce second siècle, la région est secouée par les guerres de Religion. C'est pourquoi la demeure, bel exemple de la Renaissance dans le Languedoc, possède des fenêtres munies de grilles au rez-de-chaussée.
Au XVIIIe siècle, le château accueille quelques grandes personnalités, comme Jean Joseph Ange d'Hautpoul, ainsi que le duc d'Enghien.
Lors de la Révolution française, il est vendu comme bien national, à la suite du décret des biens du clergé mis à la disposition de la Nation.

### Du XIXe siècle à aujourd'hui
Après 1851, des travaux importants sont entrepris : restructuration des annexes, suppression de la chapelle, réfection de la toiture en ardoises, ainsi que reprise de la tour en briques. Le recentrage sur le château de Lézignac fait disparaître les derniers éléments de la grange cistercienne au profit de la seule résidence. Les éléments défensifs sont eux-aussi retirés.
En 1985, le domaine du château est utilisé par la Société Culturelle du Pays Graulhétois pendant trois ans, pour y présenter un spectacle, ensuite transféré au manoir de la Bousquetarié.
La demeure est ensuite laissée à l'abandon, en dépit de plusieurs projets de réhabilitation avortés, et régulièrement squattée.
Le 7 août 2017, un incendie ravage le château, détruisant entièrement la toiture, malgré d'importants moyens engagés. De l'ancienne bâtisse ne demeurent plus que les murs, avec de forts risques d'effondrement de la structure. L'incendie avait été allumé par quatre collégiens, découverts après trois mois d'enquête,.

## Architecture
Situé à proximité du Dadou, sur la route de Lisle-sur-Tarn, le château de Lézignac se compose d'un corps de logis rectangulaire de 40 m de long, 10 de large et 15 de haut. Orienté est-ouest, il est flanqué de deux tours de part et d'autre de l'extrémité ouest. La plus haute et large, assimilable à un donjon, se différencie du reste de l'édifice en grès local, par sa composition en brique. Au milieu de la façade nord, une petite tourelle-pigeonnier surpasse la toiture.
Avant l'incendie, les décors Renaissance abondaient, comme l'illustre la porte d'entrée datée de 1561, les fenêtres à meneau ou le grand escalier à rambarde. De beaux plafonds à la française, des cheminées sculptées, ainsi qu'un décor mural complètent les attraits de ce château.
Les communs ont été réduits au XIXe siècle et ce qui en reste est adossé au bâtiment principal de part et d'autre de la cour.

## Galerie

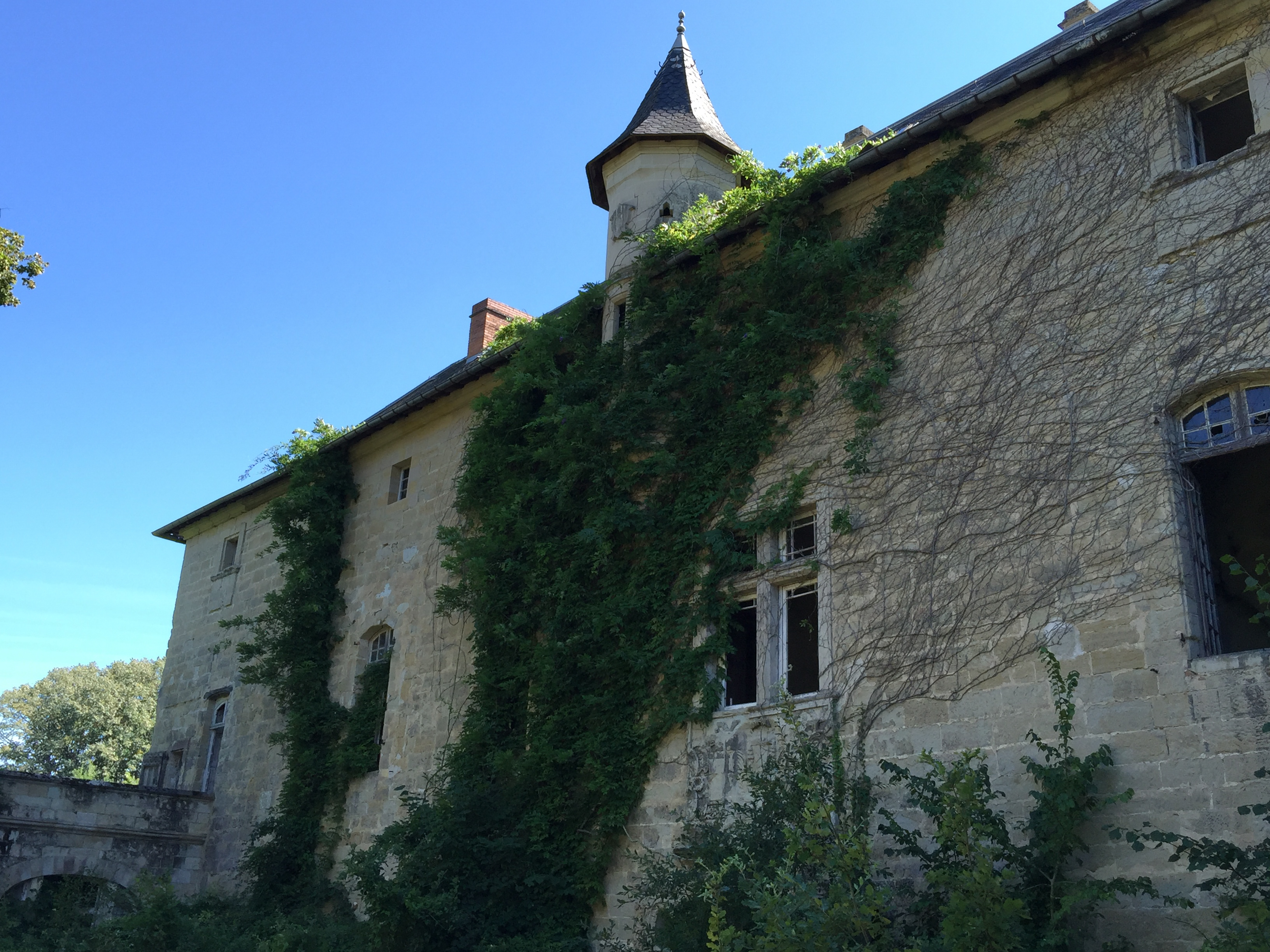
Vue du château
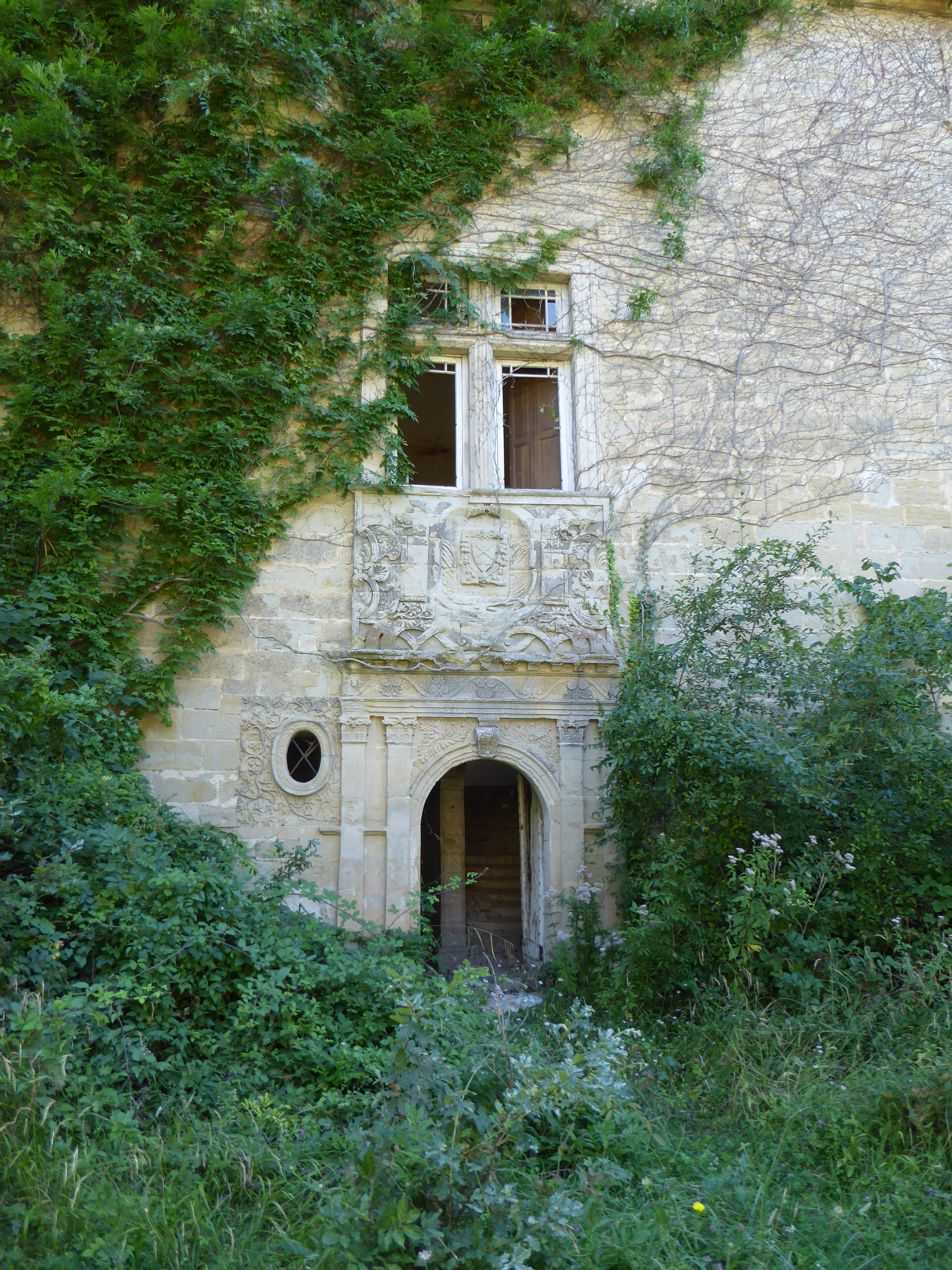
La porte d'entrée ornée
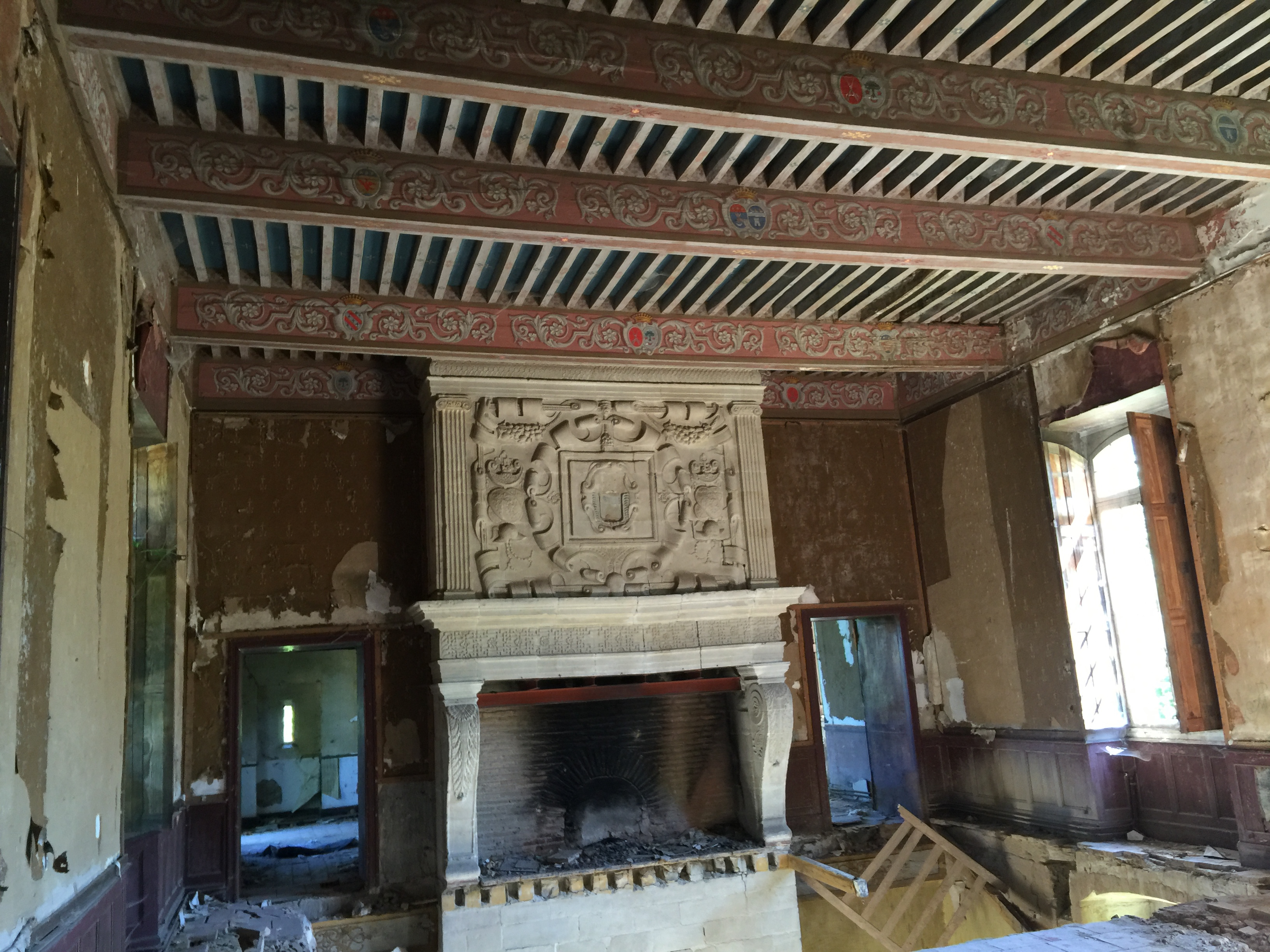
Le salon principal au plancher effondré
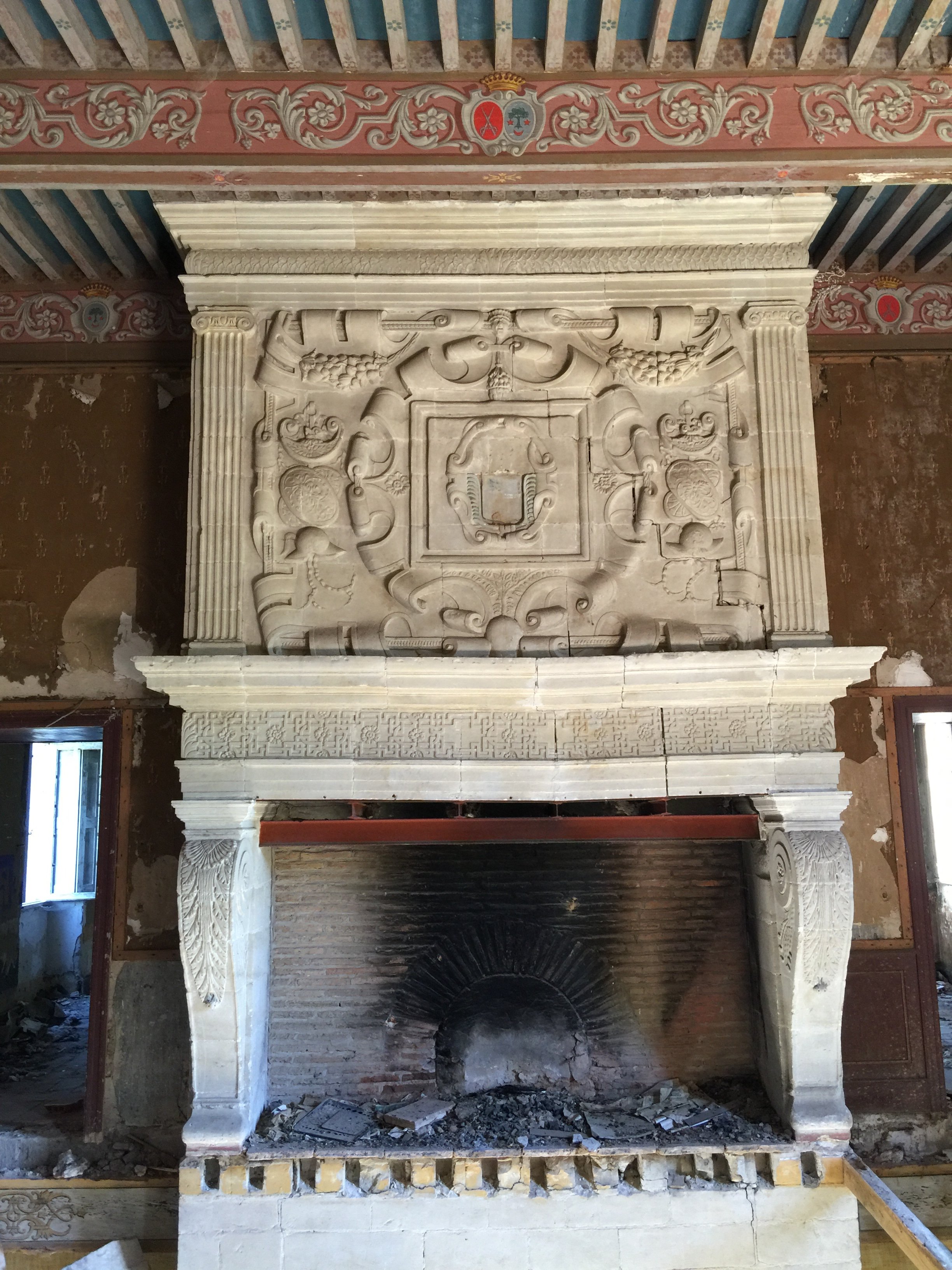
Salon principal - cheminée
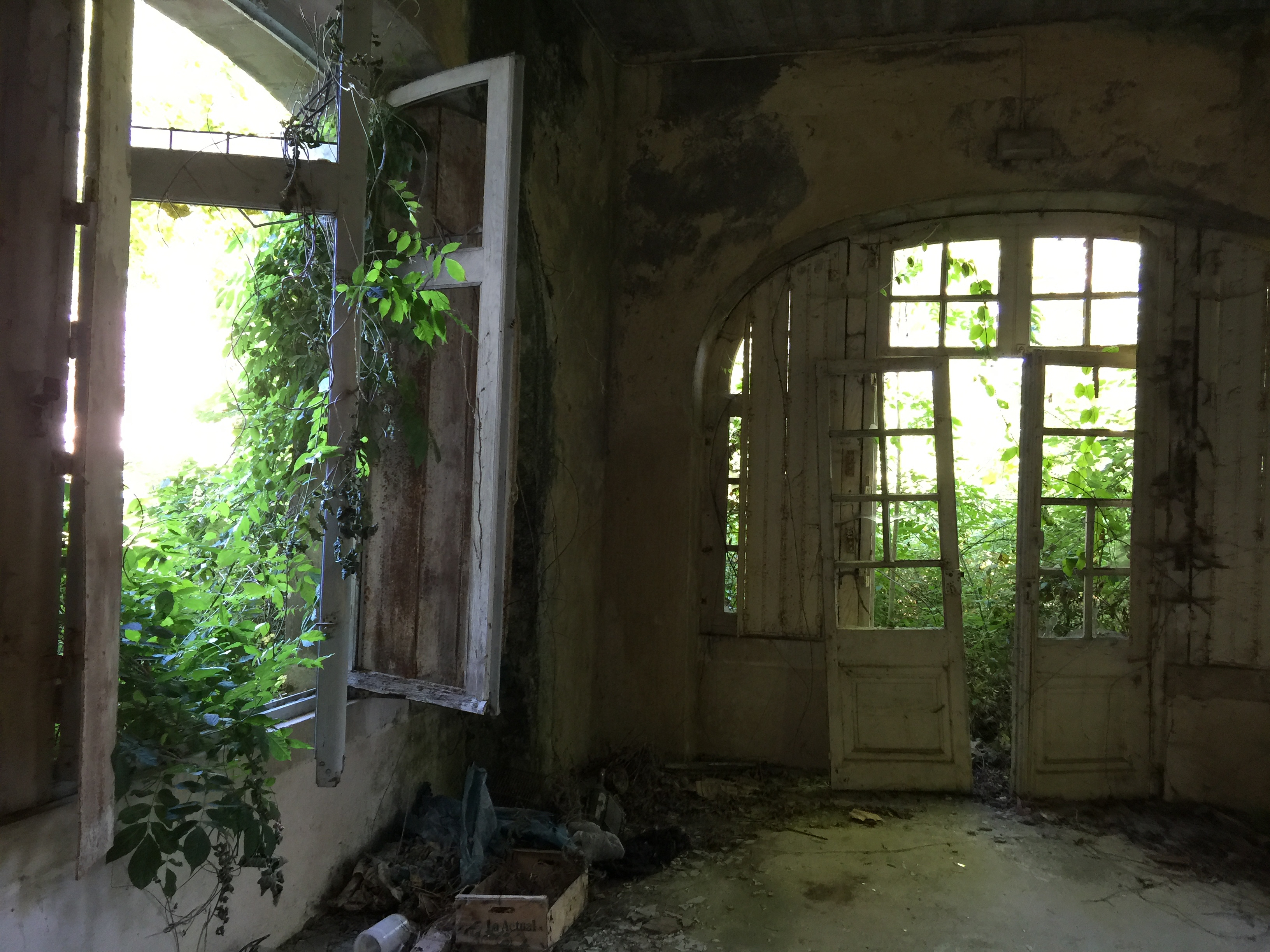
Fenêtres brisées et la végétation entrant dans le château.